# Costa (Alta Córsega)
Costa é uma comuna francesa na região administrativa de Córsega, no departamento da Alta Córsega. Estende-se por uma área de 1,09 km². 